# Hemidactylus triedrus
Hemidactylus triedrus este o specie de șopârle din genul Hemidactylus, familia Gekkonidae, descrisă de Daudin în anul 1802.

## Subspecii
Această specie cuprinde următoarele subspecii:
- H. t. lankae
- H. t. triedrus